# Assiut
Assiut este un oraș din Egipt.
Cunoscut și ca Lycopolis în vechime, este actualmente un oraș de cca 400 000 locuitori (printre care și o importantă minoritate de creștini copți, dar care se pare că este în scădere) situat în centrul Egiptului . Este cel mai populat oraș al Egiptului de Sus (Sa'id), situat la cca 375 km sud de Cairo și capitala guvernoratului (muhafazah) cu același nume. Orașul este sediul unei Universități - a 3-a din Egipt ca mărime - și al primului Orfelinat egiptean, întemeiat prin 1910 de o misionară americană creștină, Lillian Trasher. În nordul său se află unul dintre primele baraje pe Nil, construit de englezi în secolul al XIX-lea.

## Numele antic
Este posibil ca să fie legat de faptul că orașul era sediul adorării a două zeități funerare cu morfologie canină: Anubis și Wepwawet; chiar și Osiris era adorat sub forma unui lup. O altă tradiție leagă numele orașului de eșuarea unei expediții militare etiopiene asupra insulei Elefantine (Elefantina), actualmente parte a modernului Assuan, tocmai din cauza atacului unor haite de lupi.

## Vestigii
Cu excepția unei Necropole cu numeroase morminte de demnitari ai Dinastiilor a IX-a, a X-a și a XII-a, este destul de sărac în monumente. În afară de acestea, mai multe mumii de lupi au fost descoperite în camere săpate în rocile înconjurătoare.

## Personalități
- Sfântul Ioan de Lycopolis
- actualul Papă al Bisericii Ortodoxe Copte, Shenouda al III-lea este născut aici.